# Красная (приток Сафаровки)
Красная — река в Дергачёвском районе Саратовской области. Правый приток Сафаровки (бассейн Большого Узеня).

## Описание
Длина реки 28 км. Берёт начало в балке около посёлка Восточный на юго-западе возвышенности Общий Сырт. Течёт на запад через село Красная Речка. Впадает в Сафаровку по правому берегу в 12 км от её устья.
На реке и притоках имеется множество прудов.
Основные притоки: левые — овр. Татарский, бал. Горькая, Красная Речка, правый — овр. Таловский Дол.
В бассейне также расположены посёлки Красноозерный (частично), Октябрьский, Уфимовский, Цементный.

## Данные водного реестра
По данным государственного водного реестра России относится к Уральскому бассейновому округу, водохозяйственный участок реки — Большой Узень. Речной бассейн реки — Бассейны рек Малый и Большой Узень (российская часть бассейнов).
Код водного объекта в государственном водном реестре — 12020000212112200000503.